# Croix de Bruxelles
La croix de Bruxelles ou croix de Drahmal est un objet d'art anglo-saxon du deuxième quart du XIe siècle conservé à la cathédrale Saints-Michel-et-Gudule de Bruxelles, en Belgique. C'est une croix staurothèque en bois recouverte de feuilles d'argent décorées de portraits des évangélistes et portant une inscription en vieil anglais qui indique le nom de son créateur, Drahmal.

## Description
La croix, conçue à la fois pour servir de reliquaire (staurothèque) et croix de procession, mesure 54,9 cm de haut. C'est un objet en bois de chêne recouvert de feuilles d'argent. Elle n'est pas intacte : sa face avant, qui portait vraisemblablement une représentation de la Crucifixion décorée de pierres précieuses (24 rubis et 14 diamants d'après un inventaire de 1650), a été arrachée, et les feuilles d'argent ne subsistent que sur les côtés et à l'arrière. Ces feuilles portent des décorations en vermeil : chaque extrémité de la croix arbore un médaillon contenant un portrait d'évangéliste, tandis qu'un cinquième médaillon au croisement des branches représente l'Agnus Dei.

## Inscriptions

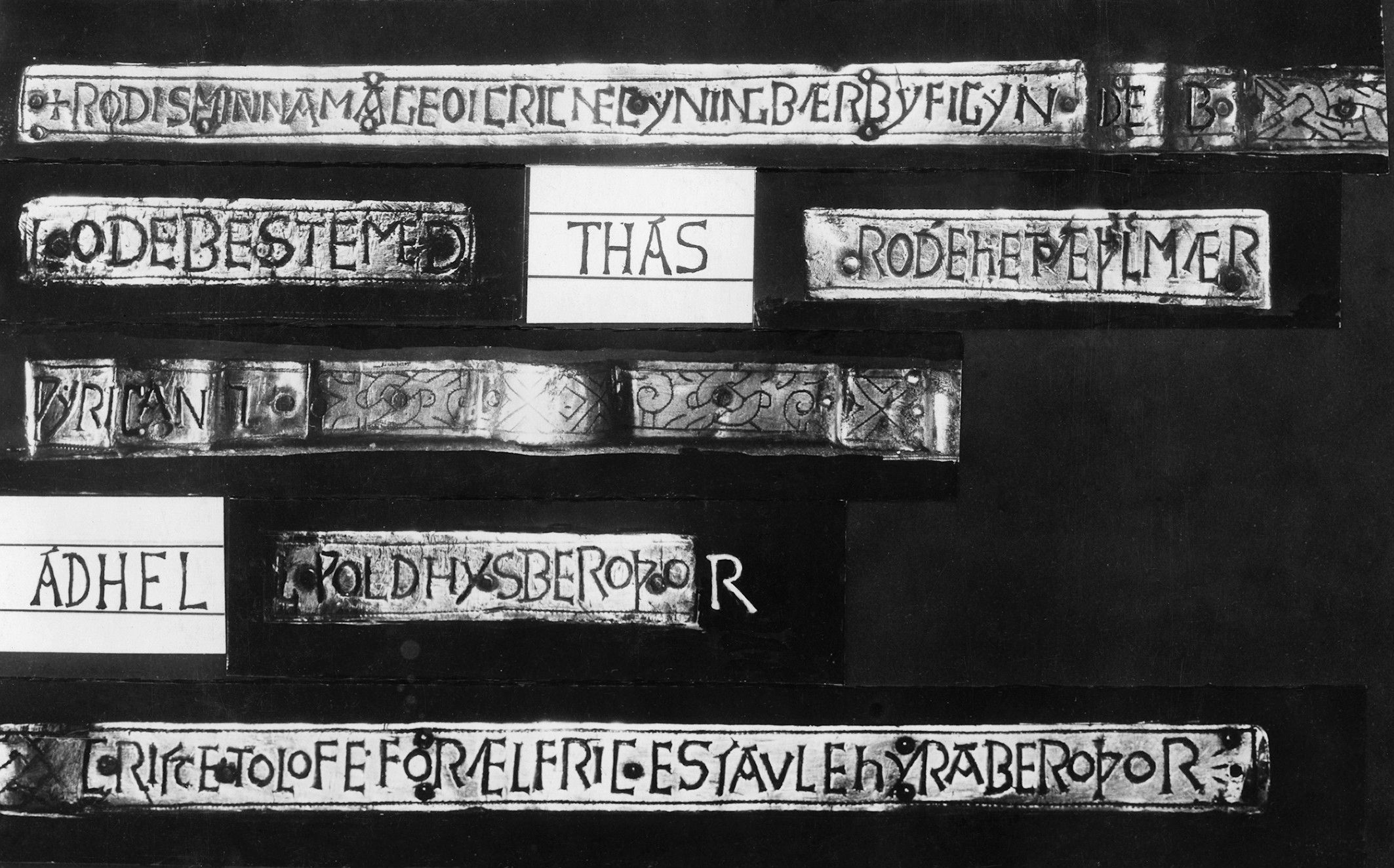
Les inscriptions sur le pourtour de la croix de Bruxelles.

Une inscription en grandes lettres au centre de la croix indique le nom de son créateur : « Drahmal me worhte », « Drahmal m'a façonnée ».
Une autre inscription le long du bord de la croix rappelle fortement des vers du poème Le Rêve de la Croix : « Rod is min nama geo ic ricne cyning, bær byfigynde blode bestemed », « Croix est mon nom. Il y a longtemps, tremblante et trempée de sang, j'ai porté un roi puissant. »
Elle poursuit en indiquant les noms des commanditaires de la croix : deux frères, Æthelmær et Æthelwold, pour le salut de l'âme de leur frère Ælfric.

## Histoire

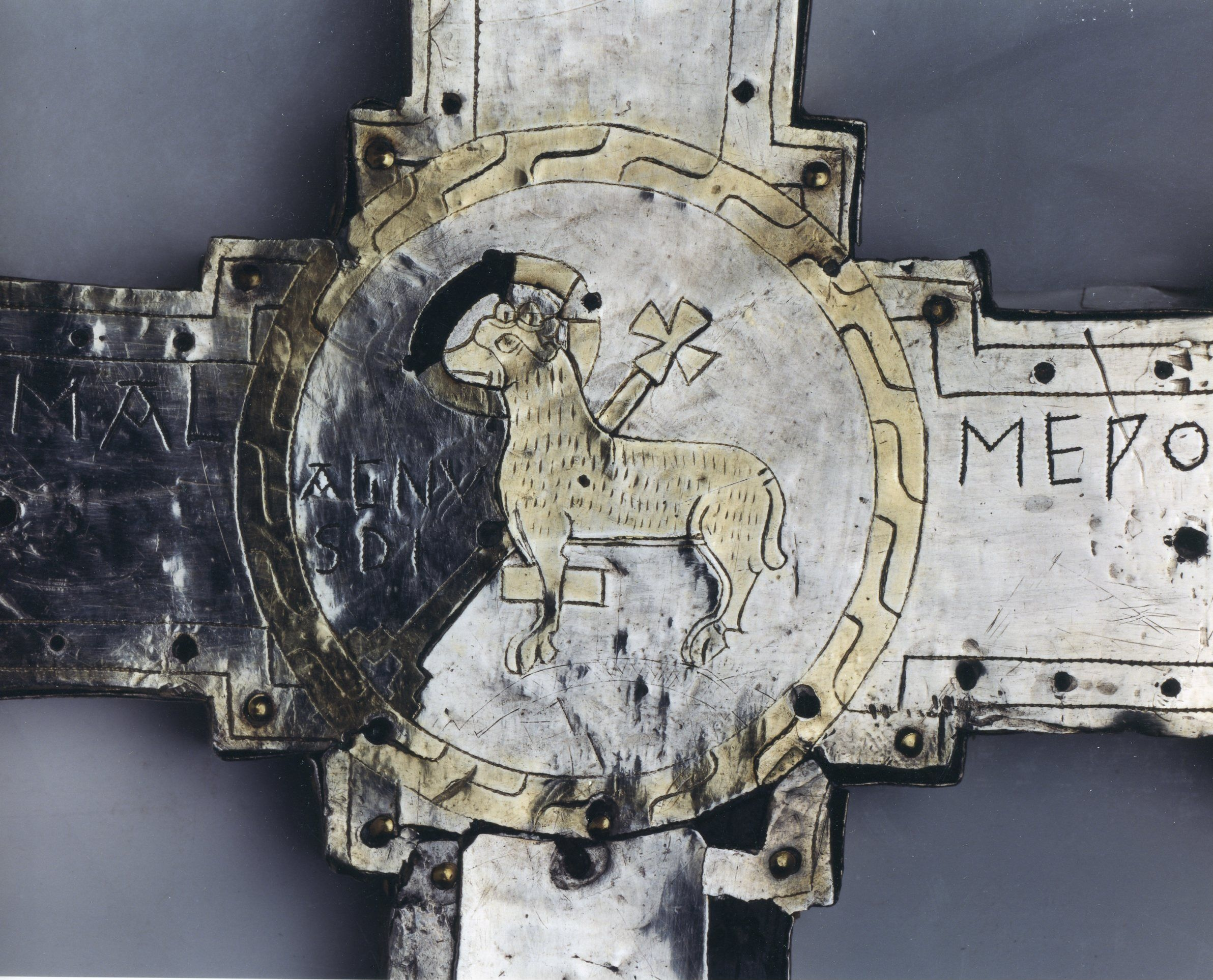
LAgnus Dei au centre de la croix.

La croix a été produite dans le deuxième quart du XIe siècle dans le sud de l'Angleterre. Sa présence est attestée dans le village néerlandais de Dodewaard en 1315, sans que l'on sache quand ou comment elle y est arrivée. Elle pourrait avoir quitté l'Angleterre à la suite de la conquête normande ou pendant l'Anarchie. Acquise par l'abbaye de Steinfeld en 1582, elle est rachetée par l'archiduc Albert d'Autriche en 1617. Sa veuve Isabelle la lègue à la cathédrale Saints-Michel-et-Gudule de Bruxelles, où elle est conservée depuis 1650.
Pendant la guerre de la première coalition, la cathédrale est pillée par les troupes françaises le 7 mars 1793. Elles s'emparent de la croix et en arrachent la face avant couverte de joyaux. Le reliquaire est rendu à la cathédrale quelques mois plus tard.